# 天之御影神
天之御影神（あめのみかげのかみ）は、日本神話に登場する神。明立天御影命、天御影命とも記される。

## 概要
饒速日命が降臨した際に供奉した神々のうちの1人で、『先代旧事本紀』や『新撰姓氏録』などによれば、娘に彦坐王の妃となった息長水依媛が、11世孫に山代根子が、末裔に三上氏や凡河内直、額田部湯坐連、山直がいるとされる。
滋賀県の御上神社では三上氏の祖神として祀られている（安国造の氏神）。